# Cave Carson
Calvin "Cave" Carson è un personaggio immaginario che comparve nelle storie pubblicate dalla DC Comics. Carson, uno speleologo, comparve per la prima volta in Brave and the Bold n. 31 (settembre 1960); fu creato da France Herron e Bruno Premiani.

## Storia di pubblicazione
I Challengers of the Unknown erano un quartetto di avventurieri creati da Jack Kirby. Debuttarono nel 1957, e il loro successo commerciale generò altri due personaggi della fantascienza: Cave Carson e Rip Hunter. Hunter fu quello che ottenne più successo dei due, e a differenza di gruppi simili come i Time Masters di Rip Hunter e i Sea Devils, Carson e squadra non ebbero mai un loro fumetto.
Il gruppo di Carson comparve in Brave and the Bold dal n. 31 al n. 33, n. 40 e n. 41. Comparvero poi in Showcase n. 48, n. 49 4 n. 52. Le storie di Carson vedevano protagonisti lo stesso Carson e una squadra di compagni avventurieri che vivevano varie avventure sotto la superficie della Terra. A lui si unirono Bulldozer Smith, Johnny Blake e Christie Madison.
Cave Carson ricomparve poi come parte dei Forgotten Heroes negli anni ottanta. Lui e la sua squadra aiutarono a respingere un'invasione degli Apellaxiani. Aiutarono poi i Sea Devils e Aquaman scoprendo una grotta sottomarina, mentre gli altri intrappolavano un gruppo di alieni di mercurio inquinatori dei mari dentro questa grotta.
Carson comparve come alleato dei Time Masters nella miniserie omonima nel 1990.
Da solo, aiutò a combattere Eclipso nelle pagine del fumetto omonimo, e come alleato di Amanda Waller, guidò Mona Bennet e Bruce Gordon attraverso i passaggi sotterranei nel paese immaginario di Parador, conquistato da Eclipso. Per avergli causato guai, il criminale gli spezzò entrambe le gambe e lo lasciò da solo al confine.
Cave e la sua squadra aiutarono la Justice Society of America a ritrovare Sand dal profondo della crosta terrestre. Cave Carson fu menzionato in Crisi infinita n. 5 durante la trasmissione di un giornale radio che parlava di un terremoto in India e in Giappone nel 2005. Successivamente, durante gli eventi di Crisi finale, comparve brevemente in una notizia insieme alla sua squadra nel sistema sotterraneo di New York, dove trovò un modo per arrivare ad esplorare il capo del mondo. Come parte di questa escursione, trovarono alcuni antichi graffiti in una caverna nascosta sotto Manhattan.